# Franz Utsch von Gillenbach

Franz Utsch von Gillenbach

Franz Utsch von Gillenbach (* 1804 in Ungarisch Hradisch; † 16. Juni 1877 in St. Pölten) war ein österreichischer Kommunalpolitiker und neunter Bürgermeister von St. Pölten.

## Leben
Sein Vater, der gleichnamige Titularmajor, wurde 1816 geadelt, ihm wurde der Titel „von Gillenbach“ verliehen.
Bis 1835 war Utsch Soldat beim k.u.k. Infanterie-Regiment Hoch- und Deutschmeister Nr. 4 in Wien. Nachdem er seinen Dienst quittiert hatte, zog er nach St. Pölten, um einen „Tabak-Distriktsverlag“ zu übernehmen. Er war von 1840 bis 1848 Hauptmann des uniformierten Bürgerkorps, danach Oberkommandierender der St. Pöltner Nationalgarde. Als Mitbegründer der Sparkasse gehörte er deren Vorstand an.
1850 wurde er in den Gemeindeausschuss gewählt. Bis 1852 war er dritter Gemeinderat, bis 1861 zweiter Gemeinderat und bis zu seiner Wahl zum Bürgermeister 1865 erster Gemeinderat. Weiters war er Oberkämmerer und Obmann des Bauausschusses. Für sein Wirken im Kriegsjahr 1866 wurde er mit dem Goldenen Verdienstzeichen mit Krone geehrt. Das Bürgermeisteramt musste er 1870 wie seine anderen Ämter aufgrund eines Augenleidens aufgeben. Er starb an Herzlähmung.

## Ehrungen
- Franz-Utsch-Gasse in St. Pölten (1964)[3]
- Ehrenbürger der Stadt St. Pölten (1841)[1]
- Goldenen Verdienstzeichen mit Krone (nach 1866)[1]